# فرودگاه اوکدیل
فرودگاه اوکدیل (به انگلیسی: Oakdale Airport) یک فرودگاه همگانی است که یک باند فرود آسفالت دارد و طول باند آن ۹۲۰ متر است. این فرودگاه در کشور ایالات متحده آمریکا قرار دارد و در ارتفاع ۷۱٫۳ متری از سطح دریا واقع شده‌است.